# Giacomo Calandrone
Giacomo Calandrone (Savona, 7 marzo 1909 – Savona, 30 settembre 1975) è stato un politico, giornalista e sindacalista italiano.

## Biografia
Volontario nella Guerra di Spagna nelle Brigate Internazionali, fu fatto prigioniero in Francia. Rientrò in Italia e nel 1946 divenne dirigente del Partito Comunista Italiano in Sicilia, dove venne eletto nella circoscrizione catanese alla I e II legislatura nella Camera dei deputati. Giornalista politico, fu autore di biografie storiche. Sposato con Consolazione, ha adottato una figlia, la poetessa Maria Grazia Calandrone.

## Pubblicazioni
- "La Spagna brucia: cronache garibaldine", Editori Riuniti, (1962)
- "Comunisti in Sicilia", Ed. Riuniti, (1972)
- "Gli anni di Scelba", Vangelista, (1975)